# サマーれげぇ!レインボー
「サマーれげぇ!レインボー」は、7人祭のシングル。2001年7月4日発売。

## 概要
- モーニング娘。、カントリー娘。、ココナッツ娘。、メロン記念日、平家みちよ、松浦亜弥の計20人をシャッフルし結成された7人祭（平家みちよ、矢口真里、後藤真希、アヤカ、レフア、あさみ、柴田あゆみ）のシングル。
- 他のシャッフルユニットである三人祭のシングル「チュッ! 夏パ〜ティ」、10人祭のシングル「ダンシング! 夏祭り」と同日発売され、勝負の行方が注目された。結果、三人祭がオリコン初登場5位、7人祭が6位、10人祭が7位という結果となった。シングル総売上のほうも三人祭、7人祭、10人祭の順となった。
- テレビ東京系「アイドルをさがせ!」オープニング・テーマ。

## 収録曲
全作詞・作曲：つんく
1. サマーれげぇ!レインボー (4:52)
編曲：hasie
2. HELLO! また会おうね (7人祭 version) (3:29)
編曲：高橋諭一
3. サマーれげぇ!レインボー (Instrumental) (4:52)

## 参加ミュージシャン
サマーれげぇ!レインボー
- ボーカル&ラガボイス：7人祭
- ドラム：佐野康夫
- ベース：小松秀行
- ギター：鈴木俊介
- キーボード：中西康晴
- パーカッション：坂井秀彰
- トランペット&ブラスアレンジ：小林太
- トロンボーン：野村裕幸
- サックス：山本一
- ターンテーブル：Yohey Tsukasaki
- プログラミング：hasie
- コーラス&ジャマイカンボイス：つんく

HELLO! また会おうね (7人祭 version)
- ボーカル&クラップ&トーク：7人祭
- ギター&シェイカー&プログラミング：高橋諭一
- ギター&タンバリン：生方信堂
- ギタレレ：橋本慎
- リコーダー&ピアニカ&トランペット：根岸政朗
- リコーダー：大澤弘道

## カバー
- T.A.M.K. - トリビュートアルバム『カバー・モーニング娘。!』（2001年12月19日発売）に収録。